# Christian Herter (Politiker)

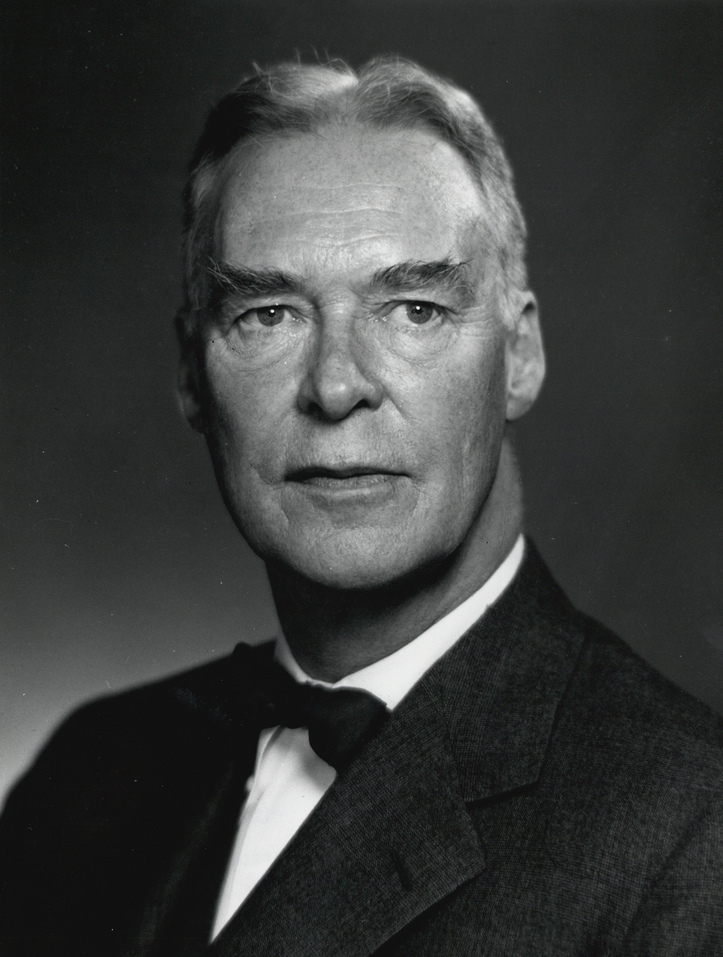
Christian Herter

Christian Archibald Herter (* 28. März 1895 in Paris; † 30. Dezember 1966 in Washington, D.C.) war ein US-amerikanischer Politiker der Republikanischen Partei. Er war von 1953 bis 1956 Gouverneur von Massachusetts und von 1959 bis 1961 Außenminister.

## Frühes Leben
Christian Herter wurde 1895 als Sohn des amerikanischen Künstlers Albert Herter und von Adele McGinnis in Paris geboren, wo sich seine Eltern kennengelernt und geheiratet hatten. Dort besuchte er von 1901 bis 1904 die École Alsatienne. 1904 zog die Familie nach New York City, wo Christian bis 1911 die Browning School besuchte. Danach studierte er an der Harvard University und schloss sein Studium 1915 ab. Im folgenden Jahr wurde er Attaché an der amerikanischen Botschaft in Berlin.

## Politische Karriere
Herter wurde 1931 erstmals ins Repräsentantenhaus von Massachusetts gewählt, dem er bis 1943 angehörte; ab 1939 war er dabei Speaker dieser Parlamentskammer. Von 1942 bis 1953 saß er im Repräsentantenhaus der Vereinigten Staaten, wo er unter anderem als Befürworter des Marshallplans auftrat. 1948 war er Vorstand im American Committee on United Europe. 1950 wurde er in die American Academy of Arts and Sciences gewählt. 1953 wurde er dann zum Gouverneur von Massachusetts gewählt. Ein Versuch Harold Stassens, Präsident Eisenhower 1956 dazu zu bewegen, Herter an Stelle von Richard Nixon zum Vizepräsidenten zu machen, scheiterte.
Nachdem Herter 1956 bei den Gouverneurswahlen nicht mehr angetreten war, wurde er im Februar 1957 zum Vizeaußenminister (United States Under Secretary of State) ernannt. Wegen der schweren Erkrankung von Außenminister John Foster Dulles berief ihn Präsident Eisenhower dann im April 1959 als dessen Nachfolger in sein Kabinett. Nach der Wahl John F. Kennedys zum Präsidenten im Jahr 1960 arbeitete Herter als elder statesman in verschiedenen Kommissionen und Beiräten mit. 1961 wurde er mit der Presidential Medal of Freedom ausgezeichnet; im folgenden Jahr wurde er der erste Handelsvertreter der Vereinigten Staaten.
Herter galt als Internationalist, der sich stark für eine Verbesserung der wirtschaftlichen und politischen Zusammenarbeit mit Europa einsetzte. Er starb 1966 im Alter von 71 Jahren in Washington und wurde in Millis (Massachusetts) beigesetzt.

## Privatleben
Herter heiratete 1917 die durch Erbschaft wohlhabende Mary Caroline Pratt (1895–1980). Sie war die Tochter von Frederic B. Pratt, einem langjährigen Präsidenten des Pratt Institute, und die Enkelin des Unternehmers und Philanthropen Charles Pratt. Das Paar hatte eine Tochter und drei Söhne, unter ihnen Christian Archibald Herter junior, der als Diplomat tätig war.

## Hinterlassenschaften
Christian Herter gründete 1943 gemeinsam mit Paul Nitze die Paul H. Nitze School of Advanced International Studies (SAIS) in Washington, die heute (2011) an der Johns Hopkins University, deren Hauptsitz in Baltimore, Maryland ist, angesiedelt ist und die zu den renommiertesten Forschungseinrichtungen im Bereich der internationalen Politik gehört.
Seit 1968 verleiht die American Foreign Service Association einen Christian A. Herter Preis.

## Werke
- Christian Herter: Toward an Atlantic Community. 1963